# Puchar Polski (województwo zachodniopomorskie) w piłce nożnej mężczyzn (2021/2022)
W sezonie 2021/2022 Puchar Polski na szczeblu regionalnym w województwie zachodniopomorskim składał się z 3 rund, w których wzięło udział 8 zespołów: 4 z OPP Koszalin i 4 z OPP Szczecin. Rozgrywki miały na celu wyłonienie zdobywcy Regionalnego Pucharu Polski w województwie zachodniopomorskim i uczestnictwo na szczeblu centralnym Pucharu Polski w sezonie 2022/2023.

## Uczestnicy
| III liga | IV liga                                                                                   | klasa okręgowa                          |
| --- | ----------------------------------------------------------------------------------------- | --------------------------------------- |
| - Kotwica Kołobrzeg - OPP Koszalin - Pogoń II Szczecin - OPP Szczecin - Świt Szczecin - OPP Szczecin - Błękitni Stargard - OPP Szczecin | - Leśnik Manowo - OPP Koszalin - Orzeł Wałcz - OPP Koszalin - Vineta Wolin - OPP Szczecin | - Astra Ustronie Morskie - OPP Koszalin |

## 1/4 finału
Losowanie par ćwierćfinałowych (podobnie jak półfinałowych) miało miejsce 8 kwietnia 2022 roku, natomiast mecze rozegrano 20 kwietnia tegoż roku.
| 20 kwietnia 2022 | Vineta Wolin | 3:0 (wo.) | Leśnik Manowo |  |
| 17:30            |              |           |               |  |

| 20 kwietnia 2022 | Błękitni Stargard                         | 2:1   | Kotwica Kołobrzeg      |  |
| 17:30            | 21' Konrad Prawucki · 89' Damian Niedojad | (1:1) | 40' Dominik Chromiński |  |

| 20 kwietnia 2022 | Orzeł Wałcz | 0:5   | Pogoń II Szczecin                                                                     |  |
| 17:30            |             | (0:4) | 23' Kacper Zaborski · 28' Błażej Starzycki · 33', 41' Oskar Kalenik · 52' Fabian Pach |  |

| 20 kwietnia 2022 | Astra Ustronie Morskie | 0:7   | Świt Szczecin                                                                                                  |  |
| 17:30            |                        | (0:2) | 21', 73' Patryk Baranowski · 36', 86' Ołeh Synycia · 65' Kacper Wojdak · 68' Dawid Kisły · 90' Damian Michułka |  |

## 1/2 finału
Losowanie par półfinałowych odbyło się 8 kwietnia 2022 roku, natomiast mecze rozegrano 18 maja tegoż roku.
| 18 maja 2022 | Vineta Wolin       | 1:0   | Błękitni Stargard |  |
| 17:30        | 80' Szymon Kurczak | (0:0) |                   |  |

| 19 maja 2022 | Pogoń II Szczecin                          | 2:0   | Świt Szczecin |  |
| 17:30        | 45' Bartosz Boniecki · 53' Kacper Zaborski | (1:0) |               |  |

## Finał
Finał odbył się 8 czerwca 2022 roku. W nim Pogoń II Szczecin pokonała Vinetę Wolin, dzięki czemu zdobyła Regionalny Puchar Polski w woj. zachodniopomorskim oraz uzyskała możliwość gry na szczeblu centralnym Pucharu Polski w sezonie 2022/2023.
| 8 czerwca 2022 | Vineta Wolin | 0:2   | Pogoń II Szczecin                        |  |
| 17:30          |              | (0:2) | 28' Oskar Kalenik · 34' Błażej Starzycki |  |